# Ömerli (Pozantı)
Ömerli ist ein Ortsteil (Mahalle) im Landkreis Pozantı der türkischen Provinz Adana mit 207 Einwohnern (Stand: Ende 2024). Im Jahr 2011 zählte Ömerli 218 Einwohner.